# 東亞奧林匹克委員會協會

東亞運動會總會會徽

東亞奧林匹克委員會協會（英文：East Asian Olympic Committees，簡稱東亞奧協、EAOC），原名東亞運動會總會（英文：East Asian Games Association，簡稱EAGA），總部設於中國北京市中國奧林匹克委員會大楼內。

## 沿革
1991年9月15日，地區代表在日本東京的東亞奧林匹克委員會第一屆理事會上首次正式提出東亞運動會之構思；同年11月6日，地區代表在中國北京舉辦的第二次東亞奧委會協調會議中正式通過東亞運動會為四年一度的體育活動，並同意首屆運動會將於1993年在中國舉行；翌年1月26日，地區代表在北京召開的第三次東亞奧委會協調會議中成立東亞奧林匹克委員會協調委員會（EANOC）並通過其憲章，且決定第一屆東亞運動會將於1993年5月9至18日在上海舉行。1993年5月17日，地區代表在第六次東亞奧委會協調會議中將組織名稱改為東亞運動會總會（EAGA）。2013年決議東亞運動會將於2019年轉型為東亞青年運動會。2016年東亞運動會總會更名為東亞奧林匹克委員會協會（EAOC）。

## 總部
東亞運動會總會總部是根據當時的來屆東亞運動會而遷移的，1991年設於上海，1994年遷於釜山，1998年遷於大阪，2002年遷於澳門。2006年2月，由澳門氹仔體育路的東亞運動會澳門組織委員會總部大樓遷至香港銅鑼灣大球場徑1號的奧運大樓2樓。2010年4月13日，東亞運動會總會總部奧運大樓由中國香港體育協會暨奧林匹克委員會會長辦公室交予中國奧林匹克委員會。

## 會員

### 創會會員
- 中国奥林匹克委员会
- 朝鲜民主主义人民共和国奥林匹克委员会
- 中国香港体育协会暨奥林匹克委员会
- 日本奥林匹克委员会
- 大韩民国奥林匹克委员会
- 中国澳门体育暨奥林匹克委员会
- 蒙古奥林匹克委员会
- 中华台北奥林匹克委员会

### 前會員
- 哈萨克奥林匹克委员会[註 1]
- 澳大利亚奥林匹克委员会[註 2]

### 準會員
準會員則是鄰近東亞地區的各國委員會，並由東亞運動會總會所批准者。下列為準會員
- 关岛国家奥林匹克委员会（創會非正式會員）